# Going Up The Country
"Going Up The Country", é uma música realizada pelo grupo americano de blues-rock Canned Heat. Teve a presença no seu álbum "Living the Blues", tendo sido também lançada como single, alcançando o número 11 na Billboard Hot 100 nos Estados Unidos, o número 19 em UK Singles Chart e o número 1 em 25 outros países. Foi cantada por Alan Wilson tendo sido subsequentemente creditado com a gravação da música.